# 剧场设计

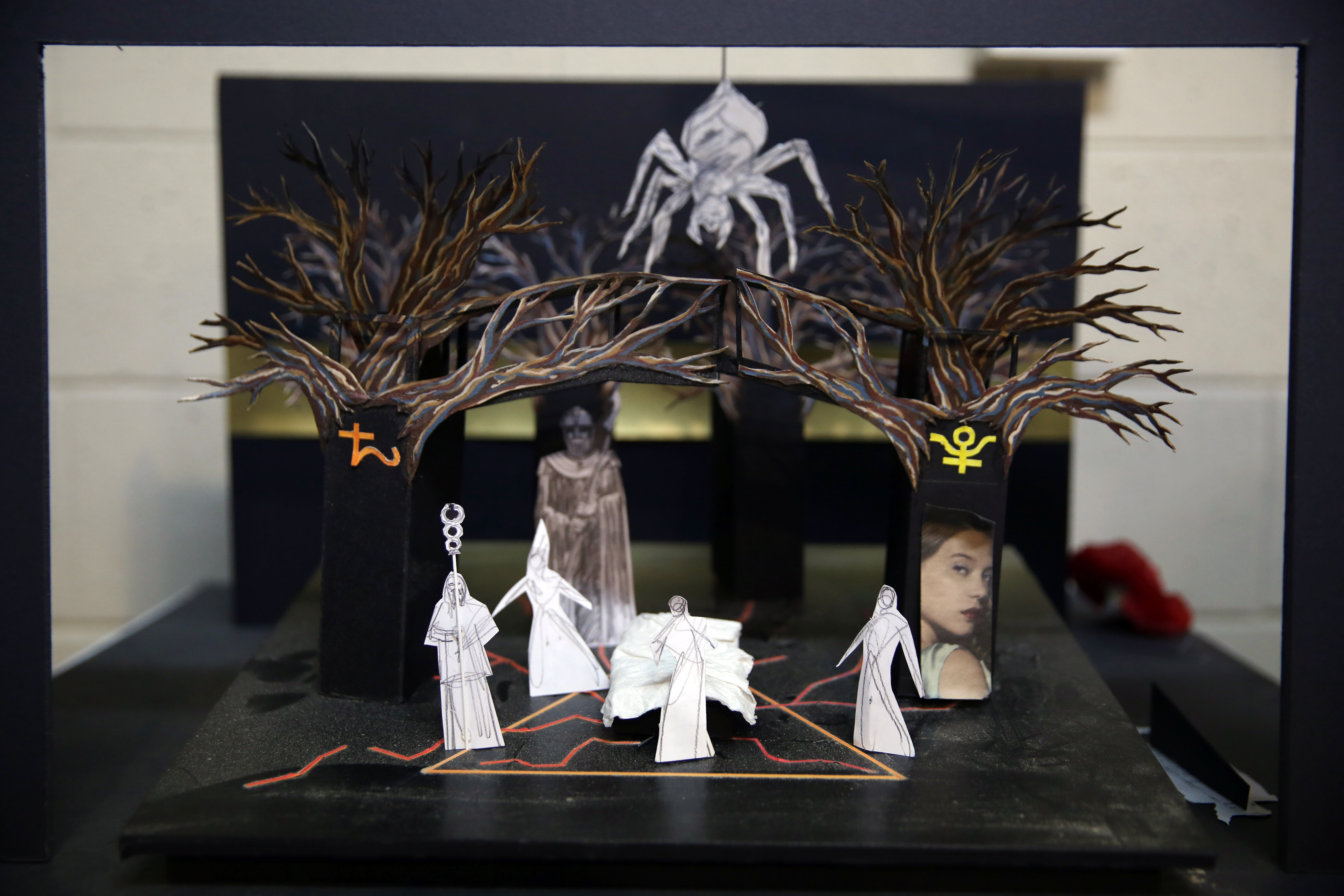
紐西蘭歌劇院於2016年為莫扎特《魔笛》製作劇場設計的施工模型

劇場設計（英語：Theater Design）是呈現劇場表演空間的設計，主要用於劇場藝術表演者在觀眾面前，表現戲劇、舞蹈及其他相關的藝術演出。 其中包含舞台設計、燈光設計、服裝設計、音樂聲響設計、多媒體影像設計等不同部分，劇場設計師與導演、編舞家或是主要創作者共同發想，以不同形式實現表演藝術須要的演出空間、感官及角色塑造，把演出的文本變成實體形象，將抽象的概念具體化。

## 設計內容和目的
劇場設計師以表演藝術的文本內容為出發點，藉由舞台空間、邏輯、燈光色調及質感等元素共同建構場景，將表演藝術的動態、氛圍、畫面和情緒等感官體驗傳達給觀眾，帶領觀眾進入表演的設計情境。
設計部門以累積的工作經驗及觀察的進行設計，藉由文本內容為演出的設計，逐步思考須要的製作流程。並且透過文本內容去理解及建構演出的美學背景，運用設計工具實踐設計的目標。劇場設計師最直接的溝通對象大多是導演、編舞家或主要創作者，他們運用想像力將表演藝術的文本內容感知化，或是提供特別的轉化方式，根據不同創作者要求的設計空間和形式需求，大量的資料蒐集和互相討論定調，都是相對重要的過程。
劇場設計師可以運用不同材質、背景、形狀、線條、顏色、音效、符號等佈景道具，讓觀眾接收畫面傳递的訊息，在這個觀看的過程中建立互動關係，其感受是源自於大眾集體的文化、社會及生活經驗，並增加空間場域作為成型的介面，增加觀眾思考的依據。